# Matthias Muche

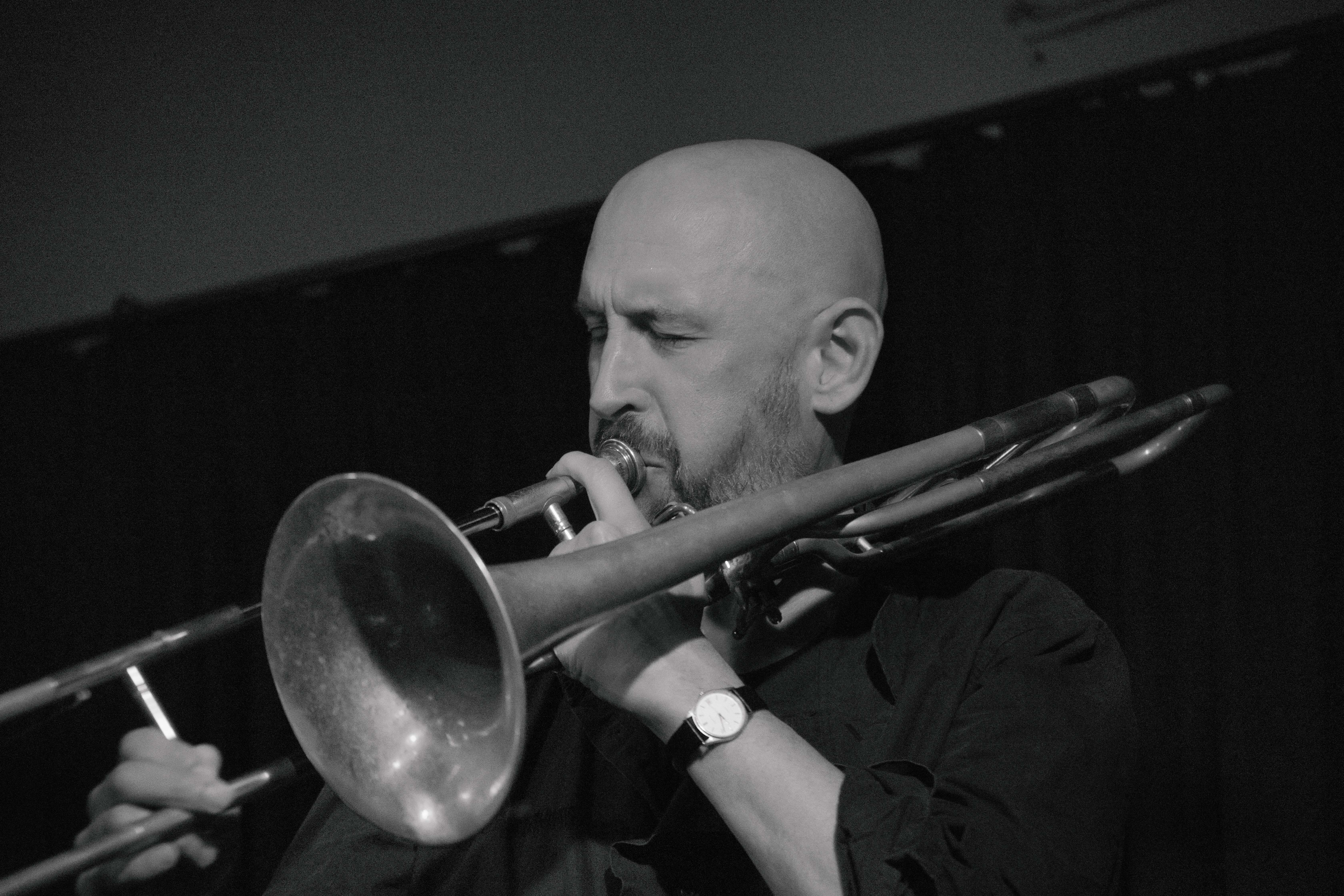
Matthias Muche im club W71, 2024

Matthias Muche (* 7. April 1972 in Bielefeld) ist ein deutscher Posaunist im Bereich der Jazz- und Improvisationsmusik und Medienkünstler.

## Leben und Wirken
Muche, der zunächst im kirchlichen Posaunenchor spielte und im Bunker Ulmenwall aktuellen Jazz und Improvisationsmusik kennenlernte, studierte am Conservatorium van Amsterdam, am Rotterdams Conservatorium und an der Musikhochschule Köln bei Henning Berg und Paulo Álvares sowie audiovisuelle Medien an der Kunsthochschule für Medien Köln bei Anthony Moore.
Muche arbeitete mit Tänzern und Multimediakünstlern sowie mit Jazzbands beim North Sea Jazz Festival. Er gehörte zu Gruppen von Norbert Stein und war Mitglied der Schäl Sick Brass Band, des Multiple Joy(ce) Orchestra, von das Mollsche Gesetz und des Niels Klein Tentett. Zwischen 2004 und 2015 leitete er zusammen mit Sven Hahne Frischzelle, Festival für intermediale Improvisation und Komposition. Als Medienkünstler verbindet er in seinen audiovisuellen Arbeiten zeitgenössische Musik und Neue Medien. Werke wurden in Bern, Paris und im Rahmen der Art Cologne präsentiert. In seinem Ensemble Bonecrusher treffen zehn Posaunisten auf zwei Schlagwerker. Zu hören ist er auch auf Simon Rummels Album Singinging (2023). Mit Ken Vandermark, Thomas Lehn und Martin Blume bildet er das Free Jazz Quartett Soundbridges.
Muche erhielt 2021 den WDR Jazzpreis in der Kategorie „Improvisation“.

## Diskographische Hinweise
- Muche Zoubek Tang Sator Rotas (Creative Sources 2007)
- Das Mollsche Gesetz Catalogue of Improvisation (Schott, 2008)
- Muche Zoubek Tang Excerpts from Anything (Creative Sources, 2011)
- Matthias Muche/Nicola Hein (7000 Eichen): Transferration (Jazzwerkstatt, 2016)
- Jeb Bishop, Matthias Müller, Matthias Muche: Konzert für Hannes (NotTwo Records, 2017)
- T.On Plays Matthias Muche (Impakt 2020, mit Constantin Herzog, Etienne Nillesen)
- Bonecrusher (col legno 2021, mit Matthias Müller, Daniel Riegler, Anke Lucks, Moritz Anthes, Adrian Prost, Maximilian Wehner, Matthias Schuller, Till Künkler, Moritz Wesp, Rie Watanabe, Etienne Nillesen)

## Lexikalische Einträge
- Jürgen Wölfer: Jazz in Deutschland. Das Lexikon. Alle Musiker und Plattenfirmen von 1920 bis heute. Hannibal, Höfen 2008, ISBN 978-3-85445-274-4.